# ゲガルクニク地方
ゲガルクニク地方（Գեղարքունիքի մարզ）はアルメニア東部の地方。中心都市はガバル。
アゼルバイジャンと国境を接する。アゼルバイジャン領に囲まれた飛び地であるアルツヴァシェンを含むが、アルツヴァシェンは現在は事実上アゼルバイジャンが支配している。
アルメニア国内で最も大きな地方であり、国の面積の18%を占める。土地は非常に痩せている。
人口は239,600(2007年）。面積は5,348km²で、そのほぼ4分の1をセヴァン湖が占める。
最高点はゲガム山地のアジャアク山頂（3,598m）。最低点はゲティク川沿いの谷（1,325m）。

## 都市
行政の中心ガバルのほかに、セヴァン、チャンバラク、ヴァルデニス、マルトゥニなど。93ある村落に住民の66.6%が住む。

## 下位行政区分
56のコミュニティがある。
1. アクンク
2. アストガゾル
3. アルツヴァニスト
4. ベルトクンク
5. ガンザク
6. ガヴァル（都市）
7. ゲガマサル
8. ゲガマヴァン
9. ゲガルクニク
10. ゲガカル
11. ゲグホヴィト
12. ドドマシェン
13. イェラノス
14. ゾラカル
15. ゾヴァベル
16. ランジャグビュル
17. リチク
18. ルチャシェン
19. ルチャヴァン
20. ルチャプ
21. ルサクンク
22. ハチャグビュル
23. ツァッカル
24. ツァグカシェン
25. ツァグクンク
26. ツォヴァギュグ
27. ツォヴァザルト
28. ツォヴァク
29. ツォヴァサル
30. ツォヴィナル
31. カルチャグビュル
32. カルミルギュグ
33. ハイラヴァンク
34. ゾラギュグ
35. チャンバラク（都市）
36. マディナ
37. マルトゥニ（都市）
38. マケニス
39. メツ・マスリク
40. ネルキン・ゲタシェン
41. ノラケルト
42. ノラシェン
43. ノラトゥス
44. ショガカト（都市）
45. チカロフカ
46. サルハン
47. セミョノヴカ
48. セヴァン（都市）
49. ヴァガシェン
50. ヴァネヴァン
51. ヴァルタゾル
52. ヴァルテニク
53. ヴァルテニス（都市）
54. ヴァルセル
55. ヴェリン・ゲタシェン
56. トルファヴァン